# Windelsbach
Windelsbach ist eine Gemeinde im Landkreis Ansbach (Mittelfranken, Bayern) und zählt zur Metropolregion Nürnberg. Sie ist Mitglied der Verwaltungsgemeinschaft Rothenburg ob der Tauber.

## Geografie

### Geografische Lage
Windelsbach liegt im nordwestlichen Naturpark Frankenhöhe. Der Gemeindesitz, das Dorf Windelsbach, ist etwa 9 Kilometer östlich von Rothenburg ob der Tauber entfernt und 22 km nordwestlich von Ansbach, dem Sitz der Kreisverwaltung. Dort vereint sich der Windelsbach mit dem Wurmbach zum Ödenbach, einem großen Zufluss der obersten Altmühl. Die Quellbäche der Altmühl selbst liegen dagegen knapp nördlich der Gemeindegrenze in der Gemeinde Burgbernheim; der noch kleine Fluss durchläuft dann beim Gemeindeteil Hornau den Hornauer Weiher sowie das übrige nordöstliche Gemeindegebiet.
Den mit 514 m ü. NHN höchsten Punkt erreicht die Gemeindegemarkung nordwestlich des Dorfes Windelsbach auf dem Rehbügel, einer flachen Waldkuppe über der bewaldeten Schichtstufe hinunter ins Tauberland, den mit etwa 402 m ü. NHN tiefsten an der Westgrenze nahe dem Dorf Nordenberg zu Füßen der Schichtstufe.

### Gemeindegliederung
Es gibt neun Gemeindeteile (in Klammern ist der Siedlungstyp angegeben) und drei Wohnplätze:
- Birkach (Weiler)
- Burghausen (Dorf)
- Cadolzhofen (Kirchdorf)
- Hornau (Dorf) mit Hornauer Mühle
- Karrachmühle (Einöde)
- Linden (Dorf)
- Nordenberg (Dorf) mit Vorhof
- Preuntsfelden (Kirchdorf)
- Windelsbach (Pfarrdorf) mit Gugelmühle

Es gibt auf dem Gemeindegebiet die Gemarkungen Burghausen, Cadolzhofen, Nordenberg, Preuntsfelden und Windelsbach. Die Gemarkung Windelsbach hat eine Fläche von 5,917 km². Sie ist in 679 Flurstücke aufgeteilt, die eine durchschnittliche Fläche von 8714,31 m² haben. In ihr liegt neben dem namensgebenden Ort die Gugelmühle.

### Nachbargemeinden
Nachbargemeinden sind im benachbarten Landkreis Neustadt an der Aisch-Bad Windsheim Gallmersgarten und Burgbernheim im Norden sowie Marktbergel im Nordosten. Im heimischen Landkreis Ansbach sind es Colmberg im Osten, Geslau im Süden, Neusitz im Westen und Steinsfeld im Nordwesten.

### Klima

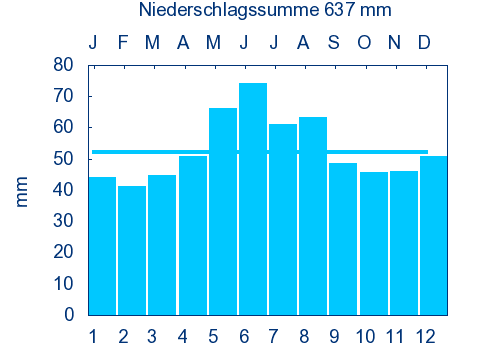
Diagramm Niederschlagsmittelwerte Windelsbach für den Zeitraum von 1961 bis 1990
Niederschlagsdiagramm für Windelsbach (blaue Kurve) vor den Mittelwerten (Quantilen) für Deutschland (grau)

Im Durchschnitt gibt es in Windelsbach im Jahr 637 mm Niederschlag.

## Geschichte
Der Ort wurde 1241 als „Binoltsbach“ erstmals urkundlich erwähnt. 1504 wurde der Ort erstmals „Windelspach“ genannt. Der Ortsname leitet sich von einem gleichlautenden Gewässernamen ab, dessen Bestimmungswort der Personenname Binolt ist. Der Ort gehörte ursprünglich zur Herrschaft Nordenberg, die 1241 die Pfarrei Windelsbach von der Urpfarrei in Gattenhofen separierte.
Im 16-Punkte-Bericht des brandenburg-ansbachischen Oberamts Colmberg von 1608 wurden für Windelsbach 28 Mannschaften verzeichnet: 26 Anwesen unterstanden dem Kastenamt Colmberg und 2 Anwesen der Reichsstadt Rothenburg. Das Hochgericht übte das Vogtamt Colmberg aus. Im 16-Punkte-Bericht des Oberamts Colmberg aus dem Jahr 1681 gab es in Windelsbach 30 Mannschaften. Die beiden neu hinzugekommenen Mannschaften hatten das Kastenamt Colmberg als Grundherrn.
Gegen Ende des 18. Jahrhunderts bildete Windelsbach mit der Gugelmühle eine Realgemeinde bestehend aus 38 Anwesen. Das Hochgericht und die Dorf- und Gemeindeherrschaft übte das Vogtamt Colmberg aus. Grundherren waren das Kastenamt Colmberg (36 Anwesen: 2 Höfe, 1 Hof mit Tafernwirtschaft, 6 Halbhöfe, 12 Köblergüter, 1 Köblergut mit Schmiedgerechtigkeit, 2 Söldengütlein, 2 Mühlen, 1 Tafernwirtschaft, 8 Leerhäuser, 1 Leerhaus mit Backrecht) und die Reichsstadt Rothenburg (1 Köblergut, Abgaben an die Kirche Windelsbach; 1 Söldengut, Abgaben an die Pfarrei Windelsbach). Neben den Anwesen gab es noch herrschaftliche Gebäude (Forsthaus im ehemaligen, noch heute bestehenden Jagdschloss der Ansbacher Markgrafen, erbaut vom Baumeister Berwart im 16. Jahrhundert), kirchliche Gebäude (Kirche, Pfarrhaus) und kommunale Gebäude (Schulhaus, Hirtenhaus, Brechhaus).
1792 wurde das Fürstentum Ansbach, und damit auch Windelsbach, von Preußen erworben. Von 1797 bis 1808 unterstand der Ort dem Justizamt Leutershausen und Kammeramt Colmberg.
Mit der Rheinbundakte von 1806 kam der Ort an das Königreich Bayern. Im Rahmen des Gemeindeedikts wurde 1808 der Steuerdistrikt Windelsbach gebildet, zu dem Cadolzhofen und Gugelmühle gehörten. Die Ruralgemeinde Windelsbach entstand 1810 und war deckungsgleich mit dem Steuerdistrikt. Sie war in Verwaltung und Gerichtsbarkeit dem Landgericht Leutershausen zugeordnet und in der Finanzverwaltung dem Rentamt Colmberg. Mit dem Zweiten Gemeindeedikt (1818) wurden zwei Ruralgemeinden gebildet:
- Cadolzhofen;
- Windelsbach mit Gugelmühle.[15]

Ab 1862 gehörte Windelsbach zum Bezirksamt Rothenburg ob der Tauber (1939 in Landkreis Rothenburg ob der Tauber umbenannt) und zum Landgericht Rothenburg (1879 in das Amtsgericht Rothenburg ob der Tauber umgewandelt, das seit 1973 eine Zweigstelle des Amtsgerichts Ansbach ist). Die Finanzverwaltung wurde 1880 vom Rentamt Rothenburg ob der Tauber übernommen (1919–1973 Finanzamt Rothenburg ob der Tauber, seit 1973 Zweigstelle des Finanzamts Ansbach). Die Gemeinde hatte 1964 eine Gebietsfläche von 5,945 km².

### Eingemeindungen
Im Zuge der Gebietsreform in Bayern wurden am 1. Januar 1972 die Gemeinden Nordenberg und Preuntsfelden eingegliedert. Am 1. Mai 1978 kamen Burghausen und Cadolzhofen hinzu.

### Einwohnerentwicklung
Im Zeitraum 1988 bis 2018 stieg die Einwohnerzahl von 962 auf 1061 um 99 Einwohner bzw. um 10,3 %.
Gemeinde Windelsbach
| Jahr      | 1979 | 1987   | 1991 | 1995 | 2005   | 2007   | 2008   | 2009   | 2010   | 2011   | 2012   | 2013   | 2014   | 2015   | 2016   | 2017   |
| Einwohner | 917  | 959    | 980  | 1016 | 1058   | 1078   | 1088   | 1088   | 1075   | 1073   | 1055   | 1051   | 1074   | 1091   | 1066   | 1060   |
| Häuser    |      | 259    |      |      |        |        |        |        |        | 307    | 306    | 311    | 317    | 318    | 318    | 323    |
| Quelle    |      | [ 20 ] |      |      | [ 21 ] | [ 21 ] | [ 21 ] | [ 21 ] | [ 21 ] | [ 21 ] | [ 21 ] | [ 21 ] | [ 21 ] | [ 21 ] | [ 21 ] | [ 21 ] |

Ort Windelsbach mit Gugelmühle (= Gemeinde Windelsbach bis zur Gebietsreform)
| Jahr      | 1818   | 1840   | 1852   | 1855   | 1861   | 1867   | 1871   | 1875   | 1880   | 1885   | 1890   | 1895   | 1900   | 1905   | 1910   | 1919   | 1925   | 1933   | 1939   | 1946   | 1950   | 1952   | 1961   | 1970   | 1987   | 2016   |
| Einwohner | 222    | 203    | 288    | 289    | 309    | 289    | 305    | 284    | 291    | 306    | 309    | 294    | 303    | 276    | 278    | 294    | 278    | 277    | 260    | 343    | 349    | 306    | 231    | 251    | 251    | 328    |
| Häuser    | 51     | 49     |        |        |        |        | 59     |        |        | 60     | 62     |        | 61     |        |        |        | 58     |        |        |        | 58     |        | 56     |        | 75     |        |
| Quelle    | [ 22 ] | [ 23 ] | [ 24 ] | [ 24 ] | [ 25 ] | [ 26 ] | [ 27 ] | [ 28 ] | [ 29 ] | [ 30 ] | [ 31 ] | [ 24 ] | [ 32 ] | [ 24 ] | [ 33 ] | [ 24 ] | [ 34 ] | [ 24 ] | [ 24 ] | [ 24 ] | [ 35 ] | [ 24 ] | [ 16 ] | [ 36 ] | [ 20 ] | [ 37 ] |

## Politik

### Bürgermeister
Erster Bürgermeister ist seit 1. Mai 2020 Werner Schuster aus Cadolzhofen. 2. Bürgermeister ist Wilfried Beck aus Nordenberg und 3. Bürgermeister Günter Schmidt aus Cadolzhofen.

### Gemeinderat
Der Gemeinderat hat nach der Wahl von 2020 weiterhin zwölf Mitglieder.

### Wappen und Flagge
Wappen
| Wappen der Gemeinde Windelsbach | Blasonierung: „In Gold ein schräg gestellter, dreimal von Silber und Blau geteilter Schild, auf dessen linker Ecke ein blauer Topfhelm mit zwei senkrechten roten Zylindern als Helmzier, deren rechter mit kleinen Löchern versehen ist.“                                                                            |
| Wappen der Gemeinde Windelsbach | Wappenbegründung: Im Gemeindegebiet lag der Stammsitz der Reichsküchenmeister von Nordenberg, die seit 1144 in Nordenberg ihren Stammsitz hatten und bis 1383 in der Gegend begütert waren. Aus diesem Grund findet sich das Familienwappen im Gemeindewappen wieder. Windelsbach führt seit 1987 ein eigenes Wappen. |

Flagge
Die Gemeindeflagge ist rot-weiß-blau.

## Wirtschaft und Infrastruktur
Windelsbach ist Mitglied im Tourismusverband Romantisches Franken.

## Verkehr
Nahe der westlichen Gemeindegrenze verläuft die Bundesautobahn 7 (Anschlussstelle 108 – Rothenburg ob der Tauber). Die Kreisstraße AN 8 führt nach Cadolzhofen (2,3 km südöstlich) bzw. nach Linden (2,3 km westlich). Die Kreisstraße AN 7 führt die Staatsstraße 2250 kreuzend nach Geslau (3,7 km südlich) bzw. nach Hornau (2,3 km nordöstlich). Eine Gemeindeverbindungsstraße führt zur AN 8 bei Nordenberg (2,6 km nordwestlich).
Durch Windelsbach verlaufen die Fernwanderwege Frankenhöhe-Weg und Roter Flieger.